# Ersuchter Richter
Der ersuchte Richter ist der zum Zwecke der Beweiserhebung von einem anderen Gericht mit der Durchführung eines bestimmten Beweisvorganges, meist mit der Vernehmung eines Zeugen beauftragte Richter. Die Möglichkeit, einen Richter in dieser Weise zu ersuchen, wurde aus prozessökonomischen Gründen geschaffen, um etwa dem Zeugen die Anreise zu einem weit entfernten Gericht zu ersparen und es dem ortsnäheren Richter zu ermöglichen, die Beweiserhebung vorzunehmen. Im Unterschied zum beauftragten Richter, der vom Prozessgericht mit der Durchführung der Beweiserhebung beauftragt wurde, gehört der ersuchte Richter seiner Funktion entsprechend immer einem fremden Gericht an.
In Deutschland ist der ersuchte Richter in § 229 Zivilprozessordnung normiert.